# Craig Hill (Antrim)

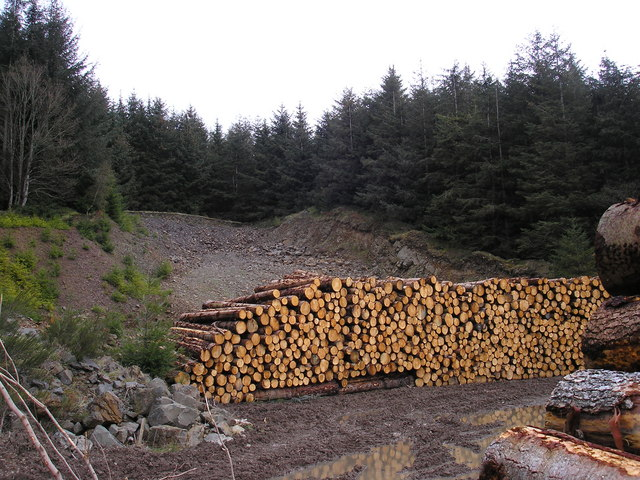
Steinbruch von Craig Hill

Craig Hill im County Antrim in Nordirland ist ein mit den Resten einer oberirdischen Gebäudestruktur verbundenes Souterrain, das 1954 während des Abschiebens des Mutterbodens am Steinbruch von Craig Hill in der Nähe von Bushmills, entdeckt wurde. Der Craig Hill erhebt sich etwa 3,3 km südöstlich von Bushmills bis zu einer Höhe von etwa 106,5 m. Das Souterrain liegt am nördlichen Hang des Hügels, einige Meter südlich der Straße, welche von der Bushmills-Billy Road Richtung Drumyaran-Brücke verläuft, gegenüber einer Nebenstraße, die zur Gebäudegruppe Turfahun führt. Es scheint, dass das Souterrain und das Gebäude nicht mit einer Einfriedung (Dun oder Rath) versehen war, mit denen Souterrains häufiger vergesellschaftet sind. Bei Souterrains wird grundsätzlich zwischen „rock-cut“, „earth-cut“, „stone built“ und „mixed“ Souterrains unterschieden. 
Ein weiteres rechteckiges Steinhaus, verbunden mit einem Souterrain wurde bei Antiville im County Antrim ausgegraben (Waterman 1971, 65). 
Die Stelle war von einem ungewöhnlich flachen (0,45 m), aber 4,5 m breiten Graben umgeben. Die Form des Hauses und die Anwesenheit des Souterrain gehören zu Anlagen aus den letzten Jahrhunderten des 1. Jahrtausends.

## Ausgrabung

### Das Gebäude
Die mit dem Souterrain verbundene Oberflächenstruktur war ein trapezoider Holzbau mit einem zentralen Herd. Der Bau ist etwa 3,6 m lang, sowie im Norden 5,5 m und im Süden 4,2 m breit. Er wurde durch eine gepflasterten Vorbereich im Osten betreten. Vor der Errichtung der Anlage wurde die Hangseite des Hügels abgegraben und nivelliert. Die ebene Fläche bildete die Terrasse, auf der das Gebäude lag. Vor der südlichen Wand der Struktur wurde hangseitig eine gepflasterte 30 bis 45 cm breite Drainage angelegt, um Oberflächenwasser, das sonst ins Gebäude gelängt wäre, abzufangen. Der Fußboden des Gebäudes bestand im Osten aus dem bröckeligen, zersetzten Gestein und im Westen aus Geschiebemergel. Die Winkel der Struktur wurden durch 15 bis 30 cm große entweder in den Fels geschnittene oder in den Ton gegrabene Pfostengruben angezeigt. Ein Pfostenpaar besetzte die Südwestecke; ein weiteres Pfostenloch, das vermutlich mit dem Zugang zum Souterrain verbunden war, lag im Zentrum der Westseite. In einer Entfernung von etwa 2,1 m östlich der Gebäudestruktur stand am Beginn der Pflasterung der Vorhalle, 0,9 m voneinander getrennt, ein weiteres Postenpaar. Es hat eventuell das Dach der Vorhalle getragen, die den Zugang im Zentrum der Ostwand des Gebäudes schützte. Der Boden der Vorhalle war mit großen Bodenfliesen und kleineren Steinen gepflastert, die die Räume zwischen den größeren Platten ausfüllten. Etwa im Zentrum des Gebäudes lag eine etwa 23 cm tiefe rechteckige, eckengerundete Grube, die noch eine kleine Menge dunkler, rußiger Erde enthielt und vermutlich als Herd diente. Etwa 75 cm südlich des Herdes lag ein etwa 15 cm tiefes Pfostenloch, um das mehrere kleine Packungssteine lagen. Die Bedeutung dieses Pfostenloches ist unklar. Alle Spuren der Nutzung des Gebäudes waren vor der Ausgrabung bis auf die Füllungen von dunklem Boden und Holzkohle innerhalb der Pfostenlöcher entfernt worden. Die Natur der Gebäudewände ist unklar, aber ein leichter Aufbau scheint angezeigt und es ist möglich, dass der im verbrannten Schutt gefundene Ton einen Bewurf darstellt.
Der trapezoide Grundriss des Gebäudes ist merkwürdig, aber die sorgfältige Suche nach der Nordwand scheiterte an der weitgehenden Zerstörung. Lediglich ein Pfostenloch in der passenden Position in der Südwestecke zeigt bei einer geradlinigen Verbindung den vermutlichen Grundriss der Struktur an. Weitere Pfostenlöcher außerhalb der Westseite des Gebäudes deuten auf einen gedeckten Gang zwischen dem Gebäude und dem Souterrain.

### Das Souterrain
Das Souterrain ist zweifellos gleichzeitig mit dem Gebäude entstanden, an das es genau anschließt. Es wurde ein etwa viertelkreisförmiger etwa 12 m langer Graben ausgehoben, in dem die Struktur errichtet wurde, die zuletzt mit dem Aushub bedeckt worden ist, der danach etwa 40 cm über dem vorherigen Niveau lag. Etwa in der Mitte des Gebäudes lag eine 15 cm tiefe Stufe, die den kurzen, gewinkelten, aus Trockenmauerwerk erstellten Zugang zum Souterrain markiert. Der Fußboden dieses Zuganges, der in den Geschiebemergel geschnitten ist, senkt sich steil auf das 1,2 m unter der alten Oberfläche gelegene Bodenniveau des Souterrains. Am Ende des Winkelganges lag die mit Sturz versehene, nur 45 cm breite und etwa 68 cm hohe Öffnung zum Souterrain, das einen etwa 12 m langen Viertelkreis bildet. Es wurde aus leicht nach innen geneigtem Trockenmauerwerk und waagerecht aufliegenden Decksteinen gebildet. Es ist zwischen 0,6 und 1,05 m breit und 0,9 bis 1,5 m hoch. Nach etwa einem Drittel seiner Länge, vom Eingang aus, fällt der Boden des Souterrain unvermittelt ab, mittels eines in den Felsen geschnittenen Schlupf. Dieser Abstieg wird von einer Absenkung der Decke um 0,6 m begleitet. Nach dem Schlupf neigte sich der Fußboden leicht bis zum breiten und hohen Ende der Struktur. Die Decke verläuft nach dem Schlupf auf einem unveränderlichen Niveau weiter und sorgt so für die permanente Zunahme der Höhe des hinteren Teils des Souterrains. Die einzige strukturelle Unterbrechung der Wand des Souterrain besteht in einer etwa 55 cm hohen nicht sehr tiefen Nische in einer Entfernung von 1,5 m vom Ende des Souterrain. 

## Die Funde

### Keramik
Die Töpferwaren vom Souterrain ist handgefertigt und von rötlich gelbbrauner Farbe, normalerweise mit grauem Kern und manchmal auf den Innenfläche ähnlich grau. Zahlreiche Glimmerschieferpartikeln im Ton gehören zur Magerung. Die Außenseite, selten das Innere, zeigt Eindrücke, die wahrscheinlich von Stroh oder Gras stammen und sich oft auf der Unterseite befinden. Das Fingerglättung der Oberfläche ist teils offensichtlich; Fingerabdrücke kennzeichnen oft den Verbindungspunkt von Wand und Basis.

### Bronze
Abgesehen von der Töpferware war eine ringköpfige Bronzenadel aus der Abdeckung des Souterrains der einzige Fund. Die Nadel hat einen runden Querschnitt, ist aber an der Spitze und am Ende geglättet. Das Ende ist einfach umgeschlagen und durch mehrere parallele Kerben ornamentiert, um sich dem einfachen Ringkopf anzupassen.

## Zeitstellung
Die ringköpfige Nadel gehört zu einer Gruppe, die in die letzten vier Jahrhunderten des 1. Jahrtausends n. Chr. datiert werden kann. Nadeln dieses Typs kommen bei den Crannógs Nr. 1 (10. Jahrhundert) und Crannóg Nr. 2 von Ballinderry (8. Jahrhundert) im County Westmeath und beim Crannóg von Lagore (7. bis 10. Jahrhundert) im County Meath vor. Das größere Vorkommen dieser Nadeln am Übergang vom 9. zum 10. Jahrhundert wird durch ihr häufiges Auftreten in Gräbern der Wikingerzeit betont. Dieser Periode kann Craig Hill wahrscheinlich zugeschrieben werden.